# Bistum Katsina
Das Bistum Katsina (lateinisch Dioecesis Katsinensis) ist eine in Nigeria gelegene römisch-katholische Diözese mit Sitz in Katsina.

## Geschichte
Das Bistum Katsina wurde am 16. Oktober 2023 durch Papst Franziskus aus Gebietsabtretungen des Bistums Sokoto errichtet und dem Erzbistum Kaduna als Suffraganbistum unterstellt. Erster Bischof wurde Gerald Mamman Musa.